# Años 620 a. C.
Los años 620 antes de Cristo transcurrieron entre los años 629 a. C. y 620 a. C. 

## Acontecimientos
- H. 627 a. C. — Fallecimiento de Asurbanipal, último gran rey asirio; le sucede Assur-etil-ilani.
- 626 a. C. — Nabopolasar se alza contra Asiria y funda el Imperio neobabilónico.
- 625 a. C. — Medos y babilonios afirman su independencia de Asiria y atacan Nínive (fecha aproximada).
- H. 625 a. C. — Finaliza el período orientalizante de los vasos en la Antigua Grecia.
- 624 a. C. — Año 666 en el calendario maya.
- 623 a. C. — Sin-shar-ishkun sucede a su hermano Assur-etel-ilani como rey de Asiria (fecha aproximada).
- 622 a. C. o 621 a. C. — Texto del Deuteronomio encontrado en el Templo de Jerusalén.
- 621 a. C.: La persistencia de la agitación social en Atenas lleva al legislador Dracón a promulgar un riguroso código legal que, aunque respaldaba al Areópago, limitaba el poder judicial de la nobleza. En la actualidad la expresión "leyes draconianas" designa a leyes muy estrictas.[1]
- H. 620 a. C. — Comienza el período arcaico en Grecia.

## Personas destacadas
- 628 a. C. - Nace Zoroastro (castellanización: Zaratustra)
- Zoroastro (castellanización: Zaratustra)
- ? — Esopo
- 628 a. C. — Fallecimiento del duque Wen de Jin, China
- 627 a. C.: fallecimiento de Asurbanipal
- H. 626 a. C. — Jeremías
- 625 a. C. — Fallecimiento de Yuan Taotu, China
- H. 624 a. C. — Nacimiento de Tales de Mileto
- 621 a. C. — Fallecimiento del duque Mu de Qin, China